# Preuschoffrücken
Preuschoffrücken är en bergstopp i Antarktis. Den ligger i Östantarktis. Norge gör anspråk på området. Toppen på Preuschoffrücken är 2 672 meter över havet.
Terrängen runt Preuschoffrücken är huvudsakligen kuperad, men österut är den bergig. Trakten är obefolkad. Det finns inga samhällen i närheten. 